# Eva Herzigová
Eva Herzigová, née le 10 mars 1973, à Litvínov est un mannequin et une actrice franco-tchéco-italienne[réf. nécessaire].

## Biographie
Eva est née à Litvínov, en Tchécoslovaquie. Elle entame sa carrière de mannequinat après avoir gagné un concours de beauté à l'âge de seize ans à Prague. Dès son arrivée à Paris, elle enchaine les castings et sa popularité commence à grandir. Sa première grande apparition sera dans la campagne Wonderbra, en 1994. Dès l'âge de vingt ans, elle est au sommet de son métier, époque qu'elle résume : « C'était la carrière à fond, les tendances, beaucoup de maquillage, beaucoup de cheveux, les années 1990, les fêtes, l'époque de supermodels. » Elle apparaît également dans certaines publicités pour les jeans Guess et pose nue pour le magazine Playboy en août 2004 avant d'être Vénus à l'ouverture des jeux olympiques d'hiver de Turin 2006. 

### Carrière

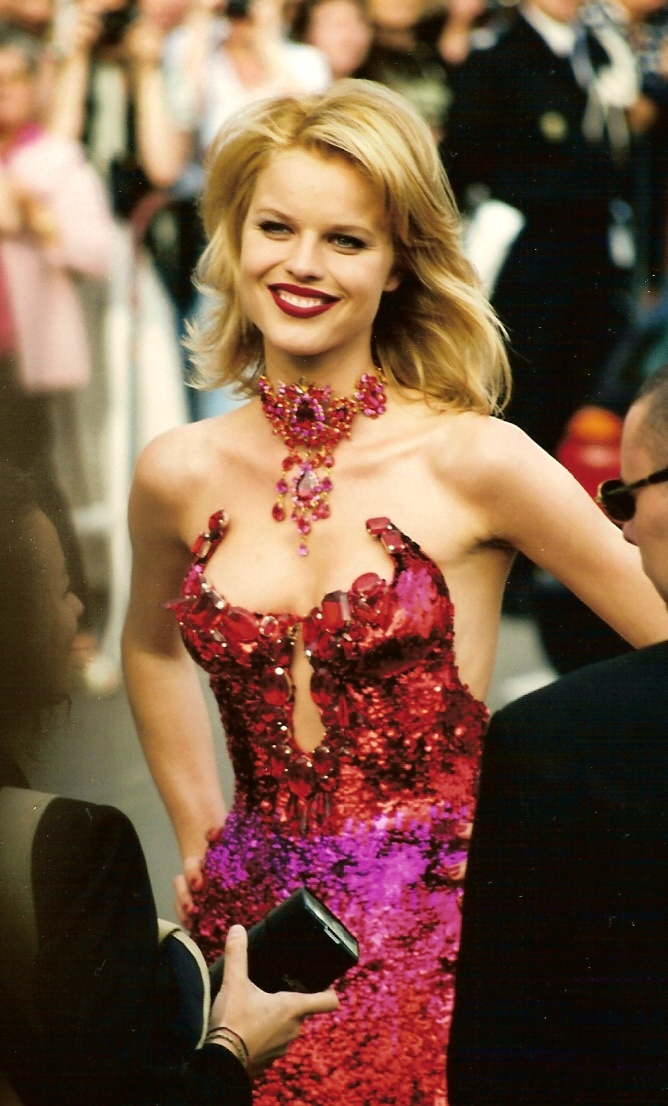
Eva Herzigova au Festival de Cannes 1997.

Découverte par le grand public à l'occasion de son contrat avec Wonderbra, elle tient un rôle dans le film Les Anges gardiens de Jean-Marie Poiré.
Elle a posé dans le calendrier Pirelli 1996 pour le photographe Peter Lindbergh, photo notable où elle apparait nue avec un spaghetti.
Elle a par ailleurs tourné pour le réalisateur Gaspar Noé dans les trois courts métrages Eva pour l'émission Le Grand Journal de Canal +. Elle dessine plusieurs années de suite une collection de vêtements pour la marque française 1.2.3. En 2013, elle entre sous contrat avec Dior pour être l'image publicitaire d'une ligne de cosmétiques, ainsi que pour le chausseur américain Brian Atwood sous la direction du duo Mert and Marcus,.
Eva Herzigova fait partie de la seconde génération de top-models, élevés au rang de star après le groupe de supermodels des « Big Six » célèbres dans les années 1990 ;  elle cite à ce sujet : « je ne me suis jamais sentie superstar. A mes débuts, il n'y avait que cinq stars : Cindy, Naomi, Claudia, Stéphanie et Christy. Moi, je faisais partie de la deuxième série ».

### Vie privée
Elle se marie avec Tico Torres, le batteur du groupe Bon Jovi en 1996 et divorce deux ans plus tard. Elle est en couple depuis 2002 et mariée depuis 2006 avec Gregorio Marsiaj, un entrepreneur de Turin et héritier du groupe Sabelt. Ils ont ensemble quatre enfants (3 garçons et 1 fille) nés en 2007, 2009, 2011, 2013.[réf. nécessaire]

## Filmographie

### Actrice
- 1992 : Inferno d'Ellen von Unwerth
- 1995 : Les Anges Gardiens de Jean-Marie Poiré : Tchouk Tchouk Nougat, une des danseuses
- 1998 : L'amico del cuore de Vincenzo Salemme : Frida Seta
- 2000 : Just for the Time Being de Gil Brenton : Christine
- 2004 : Modigliani de Mick Davis : Olga Picasso
- 2005 : Eva (court métrage) de Gaspar Noé
- 2013 : Cha cha cha de Marco Risi
- 2016 : Jan Masaryk, histoire d'une trahison (Masaryk) de Julius Ševčík : Madla

### Autres
- 2004 : Twisted Tango (court métrage) de Tommaso Cardile et Francesco Carrozzini - productrice et créatrice des costumes

## Distinctions
- New York International Independent Film & Video Festival 2004 : grand prix du jury de la meilleure actrice pour Just for the Time Being